# Tulghieș
Tulghieș – wieś w Rumunii, w okręgu Marmarosz, w gminie Mireșu Mare. W 2011 roku liczyła 688 mieszkańców.